# Главное управление торгового мореплавания и портов
Главное управление торгового мореплавания и портов — российское государственное ведомство.

## История
В XVIII столетии в России заведование торговым мореплаванием и портами лежало на коммерц-коллегии.
Для содействия развитию русского торгового (коммерческого) судоходства в Российской Империи, в 1898 году, был учреждён при Министерстве финансов Отдел торгового мореплавания, который был преобразован 7 ноября 1902 года в Главное управление торгового мореплавания и портов, и возглавил его Великий князь Александр Михайлович.
В других источниках указано что в состав нового ведомства из Министерства финансов России был передан отдел торгового мореплавания, Совет по делам торгового мореплавания и Комитет по портовым делам. Из Министерства путей сообщений — отдел торговых портов. 
Кроме того, подразделениями Главного управления были Совет главноуправляющего, Технический совет, канцелярия главноуправляющего и архив при ней, Учебный комитет по мореходному образованию и Комитет по делам о выдаче ссуд на приобретение морских торговых судов. 
В октябре 1905 года Главное управление торгового мореплавания и портов вошло в состав вновь образованного Министерства торговли и промышленности, после чего Великий князь отказался от управления ведомством, уже не соответствующим его высокому рангу.